# 7 dni świat
7 dni – świat – polski program publicystyczny o wydarzeniach zagranicznych, który był nadawany cyklicznie przez Telewizję Polską. Przez pierwsze pięć lat program emitowany był w TVP1, następnie od 1994 do 2006 w TVP2, a od września do grudnia 2006 w TVP3. Pod koniec 2006 roku, decyzją władz telewizji publicznej program został zdjęty z anteny. Program został reaktywowany we wrześniu 2013, tym razem na antenie TVP Info. Andrzej Turski zmarł w ostatni dzień 2013 roku. Na początku 2014 program zdjęto z anteny. 
Program trwał około 25 minut. Prowadzony był początkowo na zmianę przez Bogusława Wołoszańskiego i Andrzeja Turskiego, lecz później Wołoszański zrezygnował z programu na rzecz programów historycznych. W czasie walki Andrzeja Turskiego z ziarnicą, w 2004 roku program prowadzili na zmianę komentatorzy programu. W grudniu 2013, z powodu choroby Andrzeja Turskiego, tymczasowo prowadzącym został Piotr Górecki. Prowadzący wraz z kilkoma zaproszonymi gośćmi – dziennikarzami, omawiał wydarzenia ostatniego tygodnia na świecie. Najczęściej omawiane były wydarzenia istotne dla polskiej polityki zagranicznej. W kolejności od ostatniej niedzieli do ostatniej soboty przedstawiany był krótki filmowy skrót wydarzeń, przy czym prezentacja ta zatrzymywała się w momencie, gdy któryś fragment był wybrany jako szczególnie ważny do szerszego omówienia. W trakcie programu wybierane były trzy fragmenty z przygotowanego wcześniej skrótu.
Gośćmi programu bywali: Piotr Gabryel, Tadeusz Jacewicz, Andrzej Jonas, Bernard Margueritte, Krzysztof Mroziewicz, Marek Ostrowski, Jan Skórzyński, Jaromir Sokołowski, Adam Szostkiewicz, Bartosz Węglarczyk, Jacek Mojkowski, Maciej Łętowski, a ostatnio Agnieszka Lichnerowicz, Andrzej Talaga, Dariusz Rosiak, Maciej Głogowski.

### Książki
- Urszula Chincz, Anna Morawska: 7 Dni: Świat Andrzeja Turskiego. Warszawa: Świat Książki, 2015. ISBN 978-83-7943-833-4.